# 李增榮
李增榮（1866年—？年），字？，四川省綿州直隸州綿竹縣人，光緒二十九年（1903年）癸卯補行辛丑壬寅恩正併科進士，官山西省偏關縣、崞縣、臨汾縣知縣。

## 生平[2][3]
- 由廩生中式光緒二十八年（1902年）壬寅補行庚子辛丑恩正並科本省鄉試四十九名舉人。
- 光緒二十九年（1903年）癸卯補行辛丑壬寅恩正並科會試中式二百三十七名貢士，殿試三甲第五十五名進士引見奉旨著以知縣即用欽此，掣山西，領照赴晉，七月二十日到省。
- 光緒三十一年（1905年）七月派赴東洋留學，九月入法政大學第四班，
- 光緒三十三年（1907年）二月考驗卒業，補修東文三個月，於七月初三日回省，委署偏關縣缺，調署崞縣知縣。
- 宣統元年（1908年）.補臨汾縣要缺知縣。